# 그레나딘 시럽

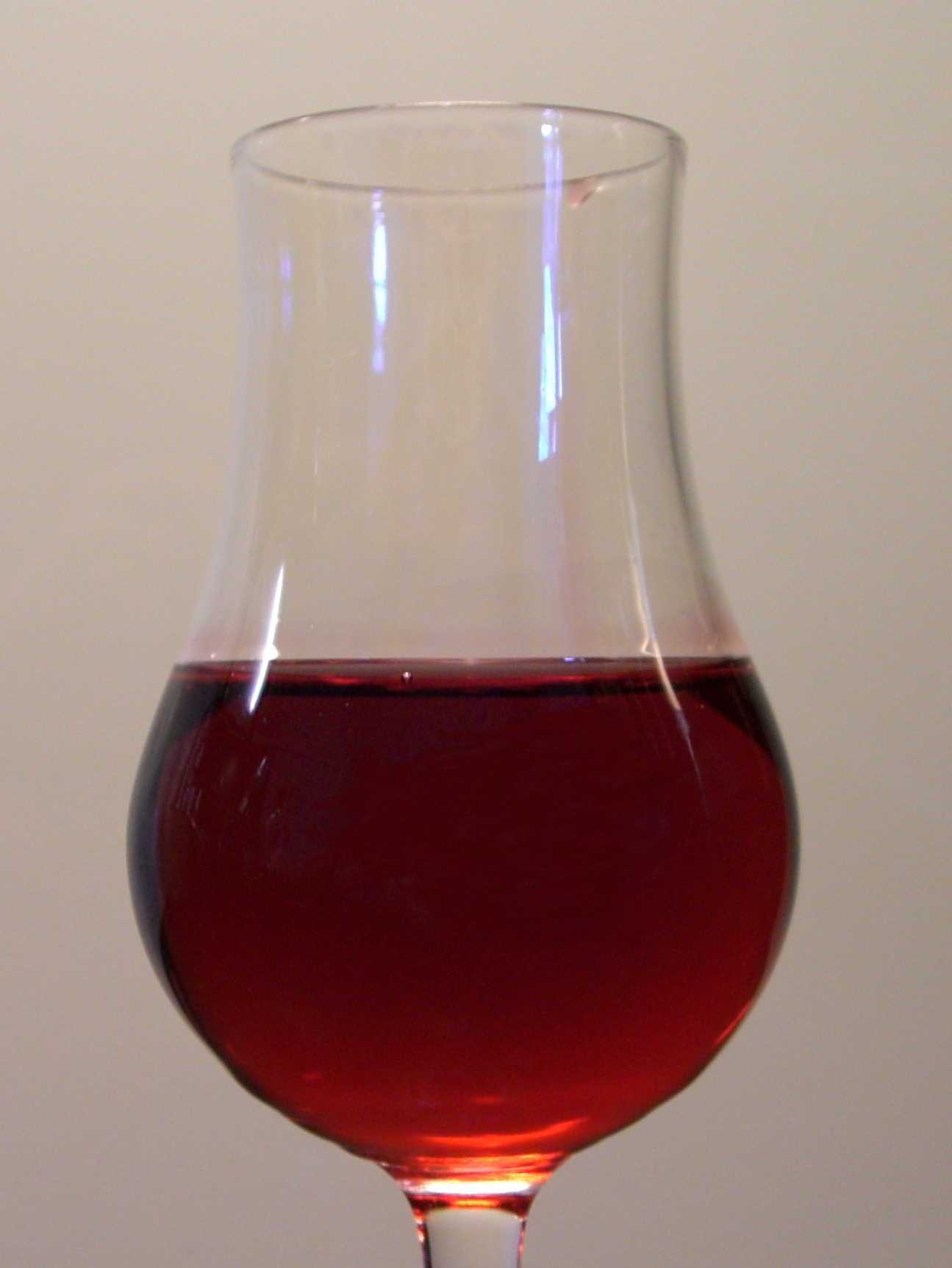
그레나딘 시럽

그레나딘 시럽(영어: Grenadine syrup)은 석류의 과즙과 설탕으로 이루어진 무알콜 빨간 시럽이다.
짙은 붉은색이 특징인 일반적으로 사용되는 무알코올 바 시럽이다. 혼합 음료에 불그스름하거나 분홍색 색조를 부여할 수 있을 뿐만 아니라 풍미로 유명한 인기 있는 칵테일 재료이다. 그레나딘은 전통적으로 석류로 만들어진다.

## 용어
"그레나딘"이라는 이름은 라틴어 grānātum "씨앗"에서 석류를 의미하는 프랑스어 수류탄에서 유래했다. 그레나딘은 원래 석류 주스, 설탕 및 물로 만들어졌다. 스페인의 그라나다에서 이름을 따온 그레나다에서 이름을 따온 그레나딘 제도와는 관련이 없다.

## 같이 보기
- 시럽 목록